# S-Video

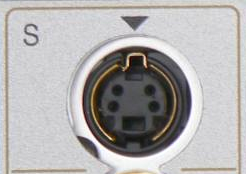
Mini-DIN-S-Video-Buchse

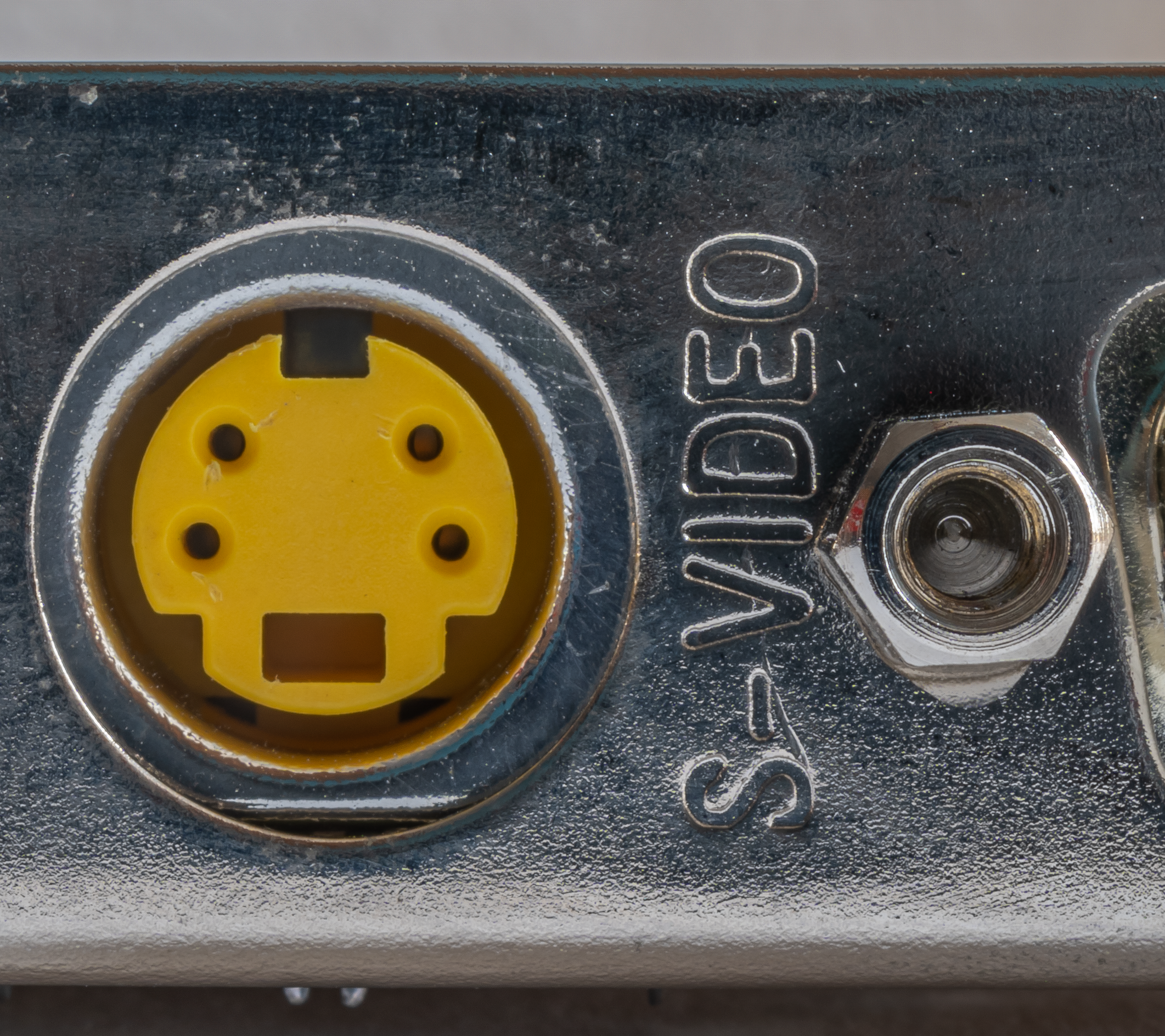
Ein S-Video-Anschluss, gefärbt in gelber Farbe

S-Video (auch bekannt als Separate Video, Y/C) bezeichnet das getrennte Übertragen von Helligkeits-(Luminanz)- und Farb-(Chrominanz)-Informationen über entsprechend ausgeführte Kabel- und Steckverbindungen. Es ermöglicht, vor allem beim Einsatz in preisgünstigen Geräten, qualitativ bessere Signale als Composite Video, erreicht jedoch nicht die Qualität von RGB-Signalen oder Component Video. S-Video nutzt die 4-polige Variante des Mini-DIN-Steckers (wie der Apple Desktop Bus) und ähnelt der 6-poligen Mini-DIN-Variante der PS/2-Schnittstelle.
S-Video wird fälschlicherweise häufig mit dem Videoaufzeichnungsformat S-VHS (Super Video Home System) gleichgesetzt.

## Beschreibung

Frequenzspektrum von
(a) Composite Video
(b) S-Video

Das Helligkeitssignal und der modulierte Farbträger werden über zwei separate Signal-/Masseleitungspaare übertragen. Das Helligkeitssignal (Y) enthält auch Synchronisierungssignale, es ist also ein Schwarz-Weiß-Fernsehsignal (BAS). Das Farbsignal (C) wird auf die der zugrundeliegenden Fernsehnorm entsprechende Weise moduliert (bei PAL beispielsweise mit der Quadraturmodulation), aber nicht (wie bei FBAS/Composite Video) dem Helligkeitssignal beigemischt, sondern über eine zweite Verbindungsader übertragen.
Anders als bei Composite Video ist bei S-Video daher keine Frequenzweiche im Empfänger erforderlich, der das Farbsignal wieder vom Helligkeitssignal trennen müsste. Damit werden nicht nur Cross-Luminance- und Cross-Color-Störungen vermieden, sondern in der Praxis auch breitbandigere Videosignale möglich. Durch den Zugewinn in der Horizontalauflösung werden Details besser sichtbar.
Auch eine Erhöhung der Übertragungsbandbreite des Farbsignals ist möglich, wird jedoch in der Praxis selten angewandt.

## Technische Details
S-Video ist kein Videoformat. Es wird vielmehr die entsprechende Basisband-Analog-Fernsehnorm zugrunde gelegt. Je nach CCIR-Übertragungsnorm belegen Helligkeits- und Farbsignal andere Frequenzen.
Für das in Deutschland gebräuchliche PAL-Format wird das Farbsignal wie bei FBAS/Composite Video bei 4,43361875 MHz übertragen. Die Bandbreite der Farbartmodulation beträgt nominal etwa ± 1,3 MHz.

## Composite Video Adapter

Einfacher Adapter von S-Video nach Composite-Video

S-Video sollte, um von den Vorteilen dieser Anschlussart profitieren zu können, nur zwischen S-Video-tauglichen Geräten eingesetzt werden. Allerdings kann es vor allem im Heimbereich vorkommen, dass man ein Composite-Video-Gerät mit S-Video speisen will (z. B. Notebook auf Fernseher).
Das S-Video-Signal lässt sich durch Filtern des Luminanzsignals (Bandsperre beim Farbträger mit einer dem Farbsignal gerecht werdenden Bandbreite) und einer additiven Verknüpfung mit dem Chrominanzsignal in ein Composite/FBAS-Signal zurückführen.
Einfache S-Video nach Composite-Adapter nutzen ausschließlich das Luminanzsignal des S-Videoanschlusses. Da beide Videosignale bei jeweils 75 Ohm übertragen werden, ist das problemlos möglich (bei der Verwendung eines 75-Ohm-Kabels). Am Composite-Ausgang eines solchen Adapters steht dann allerdings auch nur ein S/W-Signal zur Verfügung. Ist das Luminanzsignal nicht entsprechend bandbegrenzt, kann es wegen des fehlenden Filters zu Chrominanz-Artefakten kommen.
Eine sehr einfache Schaltung, die den Farbanteil beimischen kann, verknüpft Luminanz- (Y) und Chrominanzsignal (C) über einen 470-pF-Kondensator und greift ein „Composite“-Signal am Y-Pin ab. Man erhält ein ausreichend gutes Farbbild (kritikwürdig sind die Transmissions- und Reflexionseigenschaften, v. a. der Speisung des Chrominanzeingangs). Auch hier fehlt die eigentlich notwendige Filterung des Luminanzsignals. Diese Schaltung kann nicht für den umgekehrten Weg (von Composite auf S-Video) eingesetzt werden, dazu sind aktive Komponenten notwendig.

## Stecker

Pin 1: Masse (Y)
Pin 2: Masse (C)
Pin 3: Luminanzsignal (Y)
Pin 4: Chrominanzsignal (C)
(Sicht von vorne auf die Buchse = Stecker Lötseite)

Heutzutage werden S-Video-Signale im Allgemeinen über 4-polige Mini-DIN-Stecker (auch Hosidenstecker genannt) bei einem Abschlusswiderstand von 75 Ohm übertragen. Die Stifte im Stecker verbiegen sich leicht, darum erfordert das Anstecken Vorsicht. Falls ein Stift verbogen wird, verursacht das Farbverlust, verdirbt das Signal oder führt zu dessen kompletten Verlust.
Manchmal werden für S-Video auch Mini-DIN-Stecker mit mehr als 4 Polen eingesetzt. In diesem Fall befinden sich auf den Pins, die an den üblichen Positionen des 4-poligen Steckers stehen, auch die üblichen S-Video-Signale, während weitere Pins z. B. Composite-, RGB- und/oder Component-Signale enthalten. Solche Lösungen fanden sich zeitweise auf PC-Grafikkarten, da dort wegen des Platzmangels auf der Rückplatte neben zwei PC-Monitor-Anschlüssen nicht auch noch mehrere TV-Anschlussbuchsen angebracht werden konnten. Diese Lösungen waren herstellerspezifisch und erforderten den Einsatz eines mitgelieferten oder gesondert vom Hersteller zu beziehenden Adapterkabels, wenn andere Signalformen als S-Video entnommen werden sollten. Für den Einsatz als S-Video-Buchse konnten dagegen Standardkabel verwendet werden, deren Stecker dann einfach nicht alle Pins der Buchse kontaktierten.
Ehe Mini-DIN Standard wurde, verwendete man für S-Video verschiedene Steckerformen. Zum Beispiel wurde beim Heimcomputer Commodore 64 (1980er Jahre), der als eines der ersten Massengeräte S-Video-Signale ausgeben konnte, ein 8-poliger DIN-Stecker am Computer und ein Paar von Cinch-Steckern am Monitor eingesetzt.
Heute kann das S-Videosignal auch über SCART-Stecker übertragen werden. Jedoch muss der betreffende Eingang ausdrücklich S-Video unterstützen, da es nicht Bestandteil des SCART-Standards ist. Außerdem ist die gleichzeitige Unterstützung von RGB- und S-Video-Signalen über eine einzige SCART-Buchse schaltungstechnisch nur schwer möglich, da hierfür zu wenige Leitungen vorhanden sind. Bei den meisten Fernsehern mit zwei SCART-Buchsen können beide mit Composite Video gespeist werden, aber nur jeweils eine der beiden verarbeitet RGB bzw. S-Video. Wenn am Gerät nur eine SCART-Buchse vorhanden ist, nimmt diese fast immer Composite und RGB an, aber nicht immer S-Video. Anders als die Umschaltung zwischen Composite- und RGB-Signal, die bei SCART vom sendenden Gerät (z. B. DVD-Player) automatisch über eine hierfür reservierte Leitung an das empfangende Gerät (z. B. Fernsehgerät) signalisiert werden kann, muss die Umschaltung zwischen Composite- und S-Video-Signal fast immer auch am empfangenden Gerät per Hand durchgeführt werden, da SCART hierfür keine Signalleitung bietet.

## Verwendung
S-Video wird üblicherweise in Heim-DVD-Geräten und Videorekordern verwendet. Auch bei professioneller Technik, sowie bei Computer-Videokarten kommt es manchmal zum Einsatz, im Computerbereich ist es jedoch inzwischen durch neuere digitale Anschlussformen wie DVI, HDMI und DisplayPort weitgehend zurückgedrängt worden. In Europa war S-Video früher nicht weit verbreitet, da dort meist RGB-Signale über SCART-Buchsen genutzt wurden. In den USA, wo SCART-Buchsen nahezu unbekannt sind, war und ist S-Video dagegen die meistgenutzte Anschlussart für hochwertige Fernseh- und Videokomponenten. Mittlerweile gehört S-Video auch in Europa zu den gängigen Standards.